# 原田実 (教育学者)

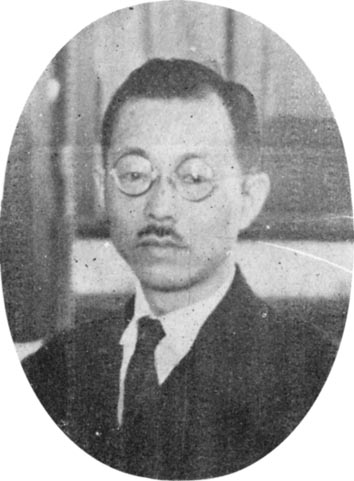
原田実

原田 実（はらだ みのる、1890年4月8日 - 1975年1月6日）は、日本の教育学者、作家、翻訳家。早稲田大学名誉教授。

## 略歴
千葉県朝夷郡丸村に生まれる。千葉県立安房中学校（現・安房高等学校）を卒業。その後、早稲田大学高等師範部卒。
若山牧水と交流し、牧水が主宰する詩歌雑誌『創作』（1910年創刊）や太田水穂の『潮音』（1915年創刊）に短歌や歌論を精力的に発表。歌人として注目されたが、その後は学者の道で大成することとなった。
1918年、『青鞜』(1911 - 1916）や『潮音』などに「斎賀琴」あるいは「斎賀琴子」名義で短歌や小説を発表していた斎賀こと（1892 - 1973）と結婚。
雑誌『教育時論』編集長、1946年早大教授。図書館長を務め、1961年定年退任、名誉教授。

## 著書
- 『自我に額づく日』（大同館） 1918
- 『生命の朝』（大同館書店） 1920
- 『人間への教育』（大同館書店） 1921
- 『国際日本の教育』（近代文明社） 1922
- 『近代婦人運動の諸相』（春秋社、早稲田文学パンフレツト） 1923
- 『教育深化の光・熱・力』（モナス） 1928
- 『日本の教育を考へる』（人文書房） 1929.11
- 『心の秋』（人文書房） 1931
- 『新教育の樹立へ』（同文館、新教育叢書） 1931
- 『近代婦人運動概説』（玉川学園出版部、女性日本叢書） 1933
- 『新女性道の建設』（創文社） 1934、のち改題『女性のちから』
- 『日本教育の史的新視野』（明治図書） 1937
- 『閑窓記』（小学館） 1941
- 『アメリカ教育概説』（東京堂、近代文庫） 1948
- 『エレン・ケイの恋愛・結婚・母性』（万葉出版社） 1948
- 『一日一善 日々の修養』（正交書院） 1952
- 『ヨーロッパ近世教育思想史』（牧書店） 1960
- 『森有礼』（牧書店、世界思想家全書） 1966

## 翻訳
- 『児童の世紀』（エレン・ケイ、大同館書店） 1916、のち冨山房百科文庫
- 『恋愛と結婚』（エレン・ケイ、天佑社） 1920、のち岩波文庫
- 『愛の使徒エレン・ケイ』（ルイゼ・ニストレム・ハミルトン、天佑社） 1922
- 『世の中へ出て』（日本評論社出版部、ゴオルキイ全集7） 1922
- 『短篇及び中篇小説』（トルストイ全集刊行会、トルストイ全集2） 1924
- 『婦人運動』（エレン・ケイ、聚英閣） 1924
- 『友愛結婚』（リンゼイ、中央公論社） 1930
- 『グリム童話』（寺本書房） 1948
- 『經驗と教育』（ジョン・デュウイー、春秋社） 1950.9

## 記念論集
- 『人間形成の明日』（原田実博士古稀記念教育学論文集編纂委員会） 1961